# Diabolical Masquerade
Diabolical Masquerade was een blackmetalband uit Zweden die in de periode van 1995-2001 vier cd's heeft gemaakt. Het was vooral een eenmans zijproject van Katatonia gitarist Anders Nyström, ook wel bekend als Blakkheim. Hij begon aan dit project omdat hij zijn wat meer agressieve en donkere kant wilde laten zien. Dit is ook wel duidelijk terug te horen in zijn muziek (met name als het gaat om synthesizers, piano, sfx en samples). In 2004 besloot Nyström om, onder meer vanwege de trage progressie van de vijfde plaat, met zijn zijproject op te houden.
Blakkheim is ooit begonnen met het project om zijn ideeën voor horror metal vorm te geven. Van de laatste cd, Death's Design, wordt ook wel gezegd dat het eigenlijk een soundtrack is voor een horrorfilm. Het merendeel van de muziek van Diabolical Masquerade werd geschreven en uitgevoerd door Nyström. Anderen die erbij geholpen hebben zijn onder anderen Dan Swanö, Sean C. Bates, Ingmar Döhn en Marie Gaard Engberg.

## Discografie
- Ravendusk in my Heart (1995, Adipocere)
- The Phantom Lodge (1997, Adipocere)
- Nightwork (1998, Avant-garde)
- Death's Design (2001, Avant-garde)